# Акка (гора)
Акка (северносаам. Áhkká, швед. Akka) — гора в Скандинавских горах в шведской Лапландии.
Находится в коммуне Йокмокк лена Норрботтен, на территории национального парка Стура-Шёфаллет.
Высота горы 2015 м, это восьмая по абсолютной высоте (над уровнем моря) и высочайшая по относительной высоте вершина Швеции.
Название горы с саамского переводится как «старая женщина», у лапландцев она считалась священным местом.
У подножия Акки сегодня расположено одно из крупнейших водохранилищ Швеции Аккаяуре.
Аккой с горы Кебнекайсе (Кебнекайсе — величайшая по абсолютной высоте вершина Швеции и Лапландии) названа предводительница стаи гусей в повести-сказке Сельмы Лагерлёф о чудесном путешествии Нильса с дикими гусями по Швеции.